# پدیده شاندیز
شرکت توسعه بین‌المللی صنعت گردشگری پدیده شاندیز در تاریخ ۱۸ بهمن ۱۳۸۳ تحت شماره ۲۲۸۲۹ نزد اداره ثبت شرکت‌های مشهد تحت نام شرکت سرمایه‌گذاری کاوشگران سهام (سهامی عام) به ثبت رسید و در تاریخ ۲۸ آبان ۱۳۸۷ با تصمیم مجمع عمومی فوق‌العاده نام شرکت به نام کنونی آن تغییر یافت.

## حوزه فعالیت
شرکت توسعه بین‌المللی صنعت گردشگری پدیده شاندیز یک شرکت ایرانی سهامی عام می‌باشد که در زمینه توسعه صنعت توریسم و گردشگری با سرمایه هزار و پانصد میلیارد ریال، فعالیت می‌کند.

### شرکت‌های تابعه
شرکتهای:
- شرکت پدیده پارسیان توس (۱۳۸۲٫۰۶٫۱۰)
- شرکت آریا دوام ساز شرق (۱۳۸۵٫۱۰٫۲۸)
- شرکت ابنیه و ساختمان (۱۳۸۸٫۰۶٫۱۱)
- شرکت بین‌المللی تجارت الکترونیک پدیده کیش (۱۳۸۹٫۰۴٫۳۱)
- شرکت بین‌المللی تجارت الکترونیک پدیده کیش (۱۳۹۲٫۰۴٫۱۲)
- شرکت شهربازی پدیده شاندیز (۱۳۹۲٫۰۸٫۲۷)
- شرکت تأمین و توزیع کالای پدیده
- باشگاه فرهنگی و ورزشی پدیده(۱۳۹۲)

### فعالیت‌های انجام گرفته و پروژه‌های در دست اجرا
افتتاح مجموعه‌های پدیده شاندیز در مشهد با زیربنای ۱۰ هزار متر مربع و تهران با زیر بنای ۲ هزار و پانصد متر مربع، ساخت و افتتاح بزرگ‌ترین رستوران سرپوشیده جهان و بازار بزرگ کیش با زیربنایی بالغ بر۲۰ هزار متر مربع[مساحتهای مذکور در منبع موجود نیست][ نبود موضوع بازار در منبع] و افتتاح یکی از بزرگ‌ترین هایپر مارکتهای جهان  در زمینی به وسعت ۲۲ هزار متر مربع[مساحت مذکور در منبع موجود نیست] در مرکز تعطیلات و سرگرمی پدیده شاندیز مشهد، از جمله فعالیت‌های به اتمام رسیده گروه شرکت‌های پدیده می‌باشد؛
احداث یکی از عظیم‌ترین مراکز تعطیلات، سرگرمی و خرید جهان در شهر شاندیز مشهد با هدف ارائه خدمات ویژه در صنعت گردشگری با کاربری‌هایی همچون هتل ۵ ستاره، مرکز خرید و سرگرمی، شهربازی سرپوشیده، مجتمع اداری، باغ گل ودیگر امکانات رفاهی – تجاری با زیر بنایی بالغ بر ۱/۱۱۰/۰۰۰ متر مربع، و احداث پروژه بزرگ شهر افسانه‌ای کیش در جنوب غربی این جزیره به عنوان یکی از شاخص‌ترین قطبهای گردش گری جنوب کشور در زمینی به مساحت ۲۰ هزار متر مربع با زیربنایی بیش از ۸۸۸ هزار متر مربع با کاربری‌های منحصر به فرد و بخش‌های متنوعی شامل: هتل ۵ ستاره - مجتمع بزرگ اقامتی - مراکز همایش- مرکز بزرگ خرید - اسکله بزرگ تفریحی - شهربازی سرپوشیده - پارک آبی - باغ گیاهان دریایی و …

## تشکیل پرونده قضایی و برخورد دادستانی در دی ماه ۱۳۹۳
قاضی «غلامعلی صادقی» دادستان عمومی و انقلاب مشهد در ۸ دی ماه ۱۳۹۳ از پلمپ دفاتر غیرقانونی خرید و فروش سهام شرکت پدیده در مشهد خبر داد. وی گفت: «دفاتر دلالی ۲شرکت «تبرک» و «پردیسبان» روز گذشته پلمب شد و امروز نیز دفاتر غیرقانونی و دلالی شرکت بزرگ سرمایه‌گذاری «پدیده» به‌طور کامل و در اقدامی هماهنگ با ضابطان دستگاه قضایی پلمب شد. افرادی که به عنوان دلال و با تأسیس دفاتر غیرقانونی فروش سهام شرکت‌های سرمایه‌گذاری فعالیت می‌کنند با تبلیغات فریبنده ارزش سهام رابه‌طور غیرواقعی و به اصطلاح بادکنکی بالا می‌برند و بدین ترتیب صدمات جبران‌ناپذیری را به اقتصاد کشور و تولید سرمایه‌گذاری واقعی وارد می‌کنند.»
ظاهراً دفاتر اصلی این شرکت‌ها پلمپ نشده و فقط دفاتر دلالی سهام پلمپ شده‌است. اما دفاتر اصلی برای پاسخگویی به مردم باز نگاه داشته شده.
بازپرس شعبه ۹۰۴ دادسرای عمومی و انقلاب مشهد نیز گفت که خرید و فروش سهام این شرکت در خراسان ممنوع شده‌است. حیدری در گفتگو با میزان خبرگزاری قوه قضاییه گفت: «فعالیت دفاتر اصلی شرکت پدیده شاندیز بر اساس دستور دادستان ممنوع شده‌است. به دلیل اینکه سرمایه و پول مردم در این شرکت‌ها وجود دارند پلمپی صورت نگرفته اما این شرکت‌ها حق خرید و فروش ندارند.»
سید مرتضی بختیاری معاون امنیتی، سیاسی دادستان کل کشور در ۱۰ دی ماه ۱۳۹۳ گفت: «با توجه به درخواست دادستان عمومی و انقلاب مشهد از دادستان کل کشور در رابطه با تخلفات مالی صورت گرفته در شرکت‌های پدیده شاندیز، تبرک و پردیسبان، که پرونده قضایی آنان در شعبه ۹۰۴ بازپرسی دادسرای انقلاب اسلامی مشهد در حال بررسی است، طبق دستور دادستان کل کشور؛ صدا و سیما، رسانه‌های نوشتاری، دیداری و گفتاری، شهرداری‌ها، فرودگاه‌ها، راه‌آهن و تمام معابر از درج و انتشار هر گونه آگهی تبلیغاتی و تجاری در مورد این شرکت‌ها منع شدند و این دستورالعمل طی نامه کتبی به ریاست سازمان صدا وسیما، وزیر فرهنگ و ارشاد اسلامی و وزیر مسکن، راه و شهرسازی اعلام شده‌است.»
دفتر نمایندگی مؤسسه پشتیبانی پدیده شاندیز در قزوین نیز ۹ دیماه بدستور دادستان قزوین پلمپ گردیده بود.
پیش از این نیز برخی وکلا اقدام پدیده در خرید و فروش سهام از طریق سایت را غیرقانونی دانسته بودند.
«امیر خجسته» رئیس کمیسیون شوراها و امور داخلی کشور مجلس شورای اسلامی نیز خواستار برخورد با فروش سهام توسط این شرکت شده بود.

## سهام پدیده شاندیز
شرکت ابنیه پدیده شاندیز، مجری و مالک تمام پروژه‌های ساختمانی مجموعه پدیده، با هدف ساخت بزرگ‌ترین مجموعه چند منظوره تفریحی و گردشگری کشور، اقدام به جذب مشارکت و سرمایه‌گذاری، در قالب فروش سهام نموده‌است و تعداد کل سهام این شرکت، یک و نیم میلیارد سهم می‌باشد. شاخص رشد سهام پروژه پدیده شاندیز از آبان ۸۸ تا شهریور ۱۳۹۰، رشد ۵۰ درصدی را تجربه کرد و با آغاز عملیات اجرایی در مهرماه ۹۰، با جهش ۱۳۰درصدی رو به رو شد. در سال ۱۳۹۰ با وجود رکود در بخش ساختمان، قیمت سهام پدیده ۲۷۵ درصد رشد داشته.
در سال ۱۳۹۱، سهام پدیده شاندیز با افزایش ۱۳۴ درصدی، سود بالایی را به سمت سهامداران خود روانه کرد و در سال ۱۳۹۲ باز هم سهام پدیده، سیر صعودی حدوداً ۱۳۰ درصدی را ادامه داد.
سود مورد ادعای این شرکت حبابی و غیرواقعی ارزیابی شده‌است و دربارهٔ آثار آن هشدار داده شده‌است.
منتقدان می‌گویند این شرکت از شیوه بمباران تبلیغاتی و تعیین ارزش سهام توسط مدیریت و سایر روش‌ها برای بالابردن ارزش سهام خود به‌طور غیرواقعی سود می‌برد.

## واکنش وزیر کشور
عبدالرضا رحمانی فضلی در صفحه اینستاگرام خود از تشکیل کارگروه پیگیری موضوع تخلف پدیده شاندیز و صیانت از حقوق مردم و بیت‌المال خبر داد و گفت:جای تعجب و شگفتی است که چگونه اتفاق پدیده شاندیز با اشکالات و تخلفات بسیار فاحش و بی‌شماری مانند تملک، تغییر کاربری، جوازات، تصرفات، نحوه فروش سهام شرکت، هویت سهامی خاص از یک سو و از طرفی دیگر در نظر نگرفتن مسائل زیست‌محیطی، حریم رودخانه، ساختار شهر شاندیز و ارتباطات جاده‌ای در کنار چشم تمام مسئولان مربوط اتفاق بیفتد و در سطحی گسترده صداو سیما در کنار رسانه‌ها تبلیغ کنند و کمترین اقدام عملی در جهت برخورد قانونی مؤثر صورت نگرفته باشد!!

## تخلفات

### در اختیار گرفتن ده‌ها هکتار زمین
و قطع درختان بسیار
رئیس سازمان اراضی کشاورزی اعلام کرد که شرکت پدیده شاندیز ۴۵ هکتار از اراضی خارج از محدوده را در اختیار گرفته و سپس برای قانونی کردن این تخلف این اراضی را به شهر ملحق کرده‌است. بررسی‌های وبگاه صبحانه نشان می‌دهد، شورای عالی شهرسازی و معماری ایران در دو جلسه رسمی خود در مورخه ۲۳ دی ماه و ۷ بهمن ماه، زوایای مختلف حقوقی و فنی این پروژه را مورد بررسی قرار داده و تصمیمات مهمی دربارهٔ آن اتخاذ کرده‌است که بخشی از این تصمیمات، در قالب نامه شماره "۶۱۲۲۷/۳۰۰ " در تاریخ ۲۸ دی ماه، به استاندار خراسان رضوی رسماً ابلاغ شده‌است.

### تبلیغات
وبگاه تابناک در شهریور ۱۳۹۲ نوشت که به دلیل دروغگویی در تبلیغات شرکت پدیده از تبلیغ در صداوسیما منع شده‌است همچنین تبلیغات این شرکت در لیگ برتر نیز با حکم قضایی ممنوع شد این اقدام با شکایت وزارت راه و شهرسازی از این شرکت صورت گرفت. در تبلیغات این طرح بزرگ بزرگ‌ترین پروژه این شرکت به نام «شهر پدیده شاندیز» معرفی می‌شود این در حالی است که طبق ماده چهارم «قانون تعاریف و ضوابط تقسیمات کشوری» شهر محلی است با حدود قانونی که در محدوده جغرافیایی مشخص. از طرف دیگر در همین تبلیغ تلویزیونی فردی نشان داده می‌شود که به عنوان شهردار شهر به توضیح دربارهٔ ویژگی‌ها و اقدامات انجام شده برای تأسیس شهر پدیده می‌پردازد، در حالی‌که شهرهای جدید باید زیر نظر مدیرعامل اداره شوند. جدا از موضوع تبلیغات موضوع اقدامات غیرقانونی شرکت پدیده شاندیز و پیش فروش غیرقانونی واحدهای ساختمانی آن هم مطرح است. به نحوی که در تاریخ ۲۱ مردادماه سال جاری وزارت راه و شهرسازی طی نامه‌ای به رئیس قوه قضائیه اعلام می‌کند: نظر به شکایت اداره کل راه و شهرسازی استان خراسان رضوی از اقدامات شرکت پدیده شاندیز موضوع در دادسرای مشهد مطرح شده‌است و دادیار معاونت پیشگیری از وقوع جرم تحقق جرم را اعلام کرده و دستور توقف تبلیغات رسانه‌ای در این مورد را به صدا و سیما و وزارت فرهنگ و سازمان ورزش و جوانان ارسال کرده‌است. این در حالی است که هنوز صدا و سیما همچنان در حال تبلیغات این پروژه است. این گزارش و نامه در حالی به صادق آملی لاریجانی ارائه شده که در ذیل نامه آمده‌است یکی از وکلای پدیده از نزدیکان مسئولان حوزه قضایی شاندیز است برای همین احاله پرونده کیفری پس از ثبت به حوزه قضایی دادگستری مشهد ضروری است؛ لذا درخواست ثبت کیفری این پرونده را داریم.
دادیار حوزه معاونت پیشگیری از وقوع جرم مشهد هم طی نامه‌ای به رئیس صدا و سیما، وزیر ارشاد، وزیر ورزش و جوانان، شهردار مشهد و مدیرکل میراث فرهنگی مشهد و وزیر راه و شهرسازی می‌نویسد: پیرو نامه قبلی در مورد ممانعت از پخش تبلیغات شرکت پدیده شاندیز متأسفانه شاهد تبلیغات گسترده‌تر این شرکت بعد از صدور دستور قضایی در صدا و سیما و مطبوعات و میدان‌های ورزشی بودیم؛ لذا علت پخش تبلیغات این شرکت را در اسرع وقت به این حوزه اعلام نمائید.

### پیش فروش بدون مجوز
دو ماه قبل وزارت راه و شهرسازی نامه‌ای به رئیس قوه قضائیه داده بود که در آن آمده‌است: شرکت توسعه بین‌الملل شاندیز در مغایرت با ماده ۹ قانون منع فروش واگذاری اراضی مسکونی مصوب ۱۳۸۱ و ماده ۲۱ قانون پیش فروش ساختمان اقدام به پیش‌فروش ساختمان کرده‌است و این اقدام در حالی است که بر اساس قانون درج تبلیغات بدون مجوزهای لازم جرم محسوب می‌شود.

### توقیف موقت فعالیت به دلیل تخلفات
شورای‌عالی شهرسازی و معماری کشور طی برگزاری دو جلسه در تاریخ ۲۸ دی ماه ۹۲ و ۱۲ بهمن ۹۲ با اعزام نمایندگان خود دستور توقف بخش‌های اجرا نشده پروژه ساخت شهرک چندمنظوره پدیده شاندیز را صادر کرد. همچنین قباد افشار رئیس سازمان امور اراضی طی تشکیل پرونده و ارجاع آن به شورای عالی حفظ حقوق بیت‌المال، ادامه ساخت این پروژه را به‌طور موقت و به دلیل انجام ندادن مراحل اداری و عدم پرداخت حقوق بیت‌المال متوقف اعلام کرد.

در مصوبه شورایعالی شهرسازی و معماری در زمینه گزارش طرح پدیده شاندیز آمده آمده‌است:
شورای عالی شهرسازی و معماری نمایندگان خود را برای نهایی کردن مدارک طرح جامع و ابلاغ آن‌ها و همچنین انطباق این طرح با طرحهای مصوب به منطقه اعزام نماید. همچنین اگر پیشنهادی برای طرح مذکور هست از جمله انجام ارزیابی زیست‌محیطی، مراحل قانونی خود را طی نماید و ظرف مدت شش هفته نتیجه گزارش گردد. ضمناً شهرداری شاندیز موظف است هیچ مجوزی خارج از حدود طرحهای مصوب) مراجع تصویبی و شورای عالی شهرسازی و معماری) صادر ننماید و از تدام بخش‌های اجرا نشده طرح تا تطبیق با طرحهای مصوب ممانعت به عمل آورد.
به گفته رئیس سازمان امور اراضی پروژه شهرک تماشا در تهران نیز به دلیل حق اجازه ساخت‌وساز در منابع ملی و کشاورزی را نداشته‌اند به صورت کامل متوقف و ضمن جریمه مجری طرح، پروژه به صورت کامل تخریب شده‌است.
در عین حال جواد رجب زاده شهردار شاندیز که مجوزهای خلاف قانون را صادر کرده بود طی مصاحبه‌ای ضمن اعتراف به عدم پرداخت حقوق بیت المال در پروژه پدیده ادعا کرد «بحث پروژه پدیده شاندیز در رابطه با ساخت و ساز یک موضوع داخل استانی است و مدیران استان خراسان رضوی باید اعلام موضع کنند نه جهاد کشاورزی. موضوع پدیده شاندیز به استانداری خراسان رضوی، سازمان مسکن و شهرسازی این استان و شهرداری شاندیز مربوط می‌شود.» به گفته وی پروژه در حال اجراست.

در پاسخ به ادعاهای شهردار شاندیز روابط عمومی سازمان امور اراضی در اطلاعیه پاسخ وی را به شرح ذیل داد:
نکته اصلی و پرسش‌برانگیز در اظهارات آقای شهردار بی‌اطلاعی وی از قوانین مصرح در حوزه مدیریت زمین و حدود اختیارات قانونی دستگاه‌های اجرایی مختلف ازجمله وزارت جهاد کشاورزی و سازمان امور اراضی و کمیسیون‌ها و قوانین مربوط است. به‌طور خلاصه جهت اطلاع شهردار شاندیز باید گفت که بر اساس قانون، سازمان امور اراضی کشور به‌منظور انتظام بخشیدن به اجرای قوانین و مقررات مربوط به امور زمین در سطح کشور فعالیت می‌کند و وظیفه اجرا یا نظارت بر اجرای ده‌ها قانون مهم مرتبط با مدیریت اراضی ازجمله مفاد قانون حفظ کاربری اراضی زراعی و باغ‌ها را بر عهده دارد. از قضا اصلی‌ترین موضوع تخلفات پروژه پدیده شاندیز مسئله تخریب و تغییر کاربری غیرمجاز ۴۰ هکتار اراضی زراعی و باغی خارج از محدوده شهر و تصرف این اراضی و ساخت و ساز غیرقانونی، قبل از تصویب طرح جامع و الحاق اراضی کشاورزی به محدوده شهر است که از سال ۱۳۹۰ تاکنون در اینباره علیه متخلفین در مراجع قضایی طرح دعوی شده و موضوع در دست بررسی است. علاوه بر این شورای عالی شهرسازی و معماری و کمیسیون‌های مربوط نیز به این موضوع ورود کرده‌است. شهردار شاندیز و مجری پروژه پدیده در حالی به استناد جلسات کمیسیون ماده پنج ساخت و سازهای انجام شده در اراضی زراعی و باغی حاشیه شهر شاندیز را قانونی عنوان می‌کنند که بر اساس قانون، صرف طرح موضوع در کمیسیون مذکور، موجبی برای خروج موضوعی اراضی کشاورزی از شمول قانون حفظ کاربری اراضی زراعی و باغ‌ها نبوده و هرگونه تصمیم در اینباره باید منطبق بر تبصره یک ماده یک قانون حفظ کاربری باشد. بر اساس همین قانون، شورای عالی شهرسازی و معماری در سال ۱۳۹۱ افزایش محدوده شهری برای اجرای این پروژه را به حفظ کاربری اراضی زراعی و باغ‌های ملحقه مشروط کرد. کما اینکه در بند چهار مصوبه مورخ چهارم اسفندماه سال ۱۳۹۱شورای عالی شهرسازی و معماری ایران دربارهٔ طرح جامع شهر شاندیز تأکید شده‌است که: "افزایش محدوده شهر و تغییر کاربری اراضی کشاورزی و باغ‌ها و پهنه‌های حفاظتی داخل محدوده، مطابق با نقشه کاربری اراضی پیشنهادی طرح جامع، به هر شکل و به هر میزانی ممنوع خواهد بود."به‌تازگی و پس از پیگیری‌های انجام‌شده، این موضوع بار دیگر در دستور کار شورای عالی شهرسازی و معماری قرار گرفته و این شورا در مصوبه مورخ هفتم بهمن‌ماه سال ۱۳۹۲ مقرر کرد که نمایندگانی را برای بررسی پرونده و نهایی کردن مدارک طرح جامع و ابلاغ آن‌ها و همچنین انطباق این طرح با طرح‌های مصوب، به منطقه اعزام کند. نکته جالب این که شهردار شاندیز درحالی مدعی بی‌اطلاعی از قوانین مرتبط با این موضوع، طرح دعوا در مراجع قضایی شهرستان و حتی مصوبات شورای عالی شهرسازی و معماری شده و از تداوم فعالیت این پروژه خبر می‌دهد که بر اساس مصوبه شورای عالی شهرسازی و معماری در جلسه مورخ هفتم بهمن‌ماه ۱۳۹۲ پس از بررسی گزارش تخلفات انجام شده در طرح پدیده، شهرداری شاندیز را موظف کرد "هیچ مجوزی خارج از حدود طرح‌های مصوب صادر نکند و از تداوم فعالیت بخش‌های اجراء نشده طرح تا تطابق با طرح‌های مصوب ممانعت به‌عمل آورد."
[نیازمند منبع موثق]
چندی بعد برخی رسانه‌ها از ضعف شورایعالی شهرسازی که قادر به متوقف کردن تخلفات کارتل‌های ساخت و ساز همچون شرکت ایرانیان اطلس و … نیست انتقاد کرد.

## نقد
وبگاه الف طی یادداشتی انتقادی پیرامون سهام این شرکت نوشت:
شنیده‌ها حاکی از آن است قبل از جلسه مجمع عمومی فوق‌العاده سهامدار عمده هر سهم را به‌قیمت حدود۸۶۰۰ تومان از طریق نمایندگی‌های فروش دادوستد می‌کرد. در حالی که با توجه به افزایش سرمایه ۲۵درصدی قیمت به صورت تئوریک باید ۶۸۸۰ تومان باز می‌شد، اما مدیران قیمت هر سهم را هشت هزار تومان تعیین کردند. چرا که مکانیسم قیمت‌گذاری نه از طریق عرضه و تقاضای بازار محصول، بلکه به‌وسیله مدیران تعیین می‌شود. شاید به همین دلیل است که این شرکت به شکل سهامی خاص ثبت شده تا مشمول ثبت نزد سازمان و قیمت‌گذاری در بورس نشود. از طرفی سیاست این شرکت بر بالا بردن ارزش بازار سهام و افزایش تعداد سهام در دست افراد است. شنیده‌ها حاکی از آن است که در مجمع شرکت ابنیه و ساختمان پدیده نیز بیان شده‌است که پدیده اولین و آخرین شرکت اقتصادی در دنیاست که در آن قیمت سهام افزایش می‌یابد و هرگز کاهش پیدا نمی‌کند… قیمت اوراق بهادار در بورس بر اساس عرضه و تقاضا تعیین می‌شود در حالی که نرخ سهام پدیده از طرف شرکت مشخص می‌شود. طبیعی است وقتی همیشه نرخ‌ها بالاتر تعیین شوند میل به خرید بیشتر از فروش است. شرکت نیز می‌تواند با اندکی تأمین مالی اوراق متقاضی فروش را بازخرید کند. حال سؤال اینجاست که اگر روزی خود شرکت پس از فروش بخش عمده‌ای از سهام به مردم، قیمت هر سهم را مثلاً هزار تومان تعیین کند چه اتفاقی می‌افتد. کسی می‌تواند اعتراض کند؟ چه کسی پاسخگوست؟
محسن پهلوان به عنوان مشهورترین فرد در میان مجریان این پروژه بزرگ، در گفتگو با یک مجله، تأکید می‌کند که «بازی تبلیغات را از یک گروه قدرتمند به نام «ارمغان بهزیستی» یادگرفتم که یک تیم بازرگانی فرانسوی هم پشت ماجرا بود.» وی با اشاره به شیوه تبلیغات خود تأکید می‌کند که در ایام افتتاح یک رستوران کاری کرده‌است که «هرکسی از خواب بیدار می‌شد، نام رستوران «شاندیز» را می‌شنید. اگر کسی روزنامه را باز می‌کرد، تبلیغ رستوران بود. در رادیو، تبلیغ رستوران را می‌شنید. در تلویزیون، تبلیغ رستوران را می‌دید… یک جور بمباران تبلیغاتی بود.»
منتقدان می‌گویند این شرکت از شیوه بمباران تبلیغاتی و تعیین ارزش سهام توسط مدیریت و سایر روش‌ها برای بالابردن ارزش سهام خود به‌طور غیرواقعی سود می‌برد.

سایت اقتصاد آنلاین نیز ضمن بررسی چگونگی فروش سهام در این هلدینگ می‌نویسد که قیمت سهام این شرکت ۴ برابر گرانتر از ارزش واقعی آن است.
قیمت هر سهمی که مردم ۸ هزار تومان می‌خرند، در حدود ۱۷۰۰ تومان برآورد شده‌است. این رقم صرفاً در مقام مقایسه و به عنوان خوشبینانه‌ترین برآورد کارشناسی از قیمت عادلانه سهم ارائه شده‌است… در ابتدا ۱۰۰٪ سهام این شرکت به «شرکت توسعه بین‌المللی صنعت گردشگری پدیده شاندیز» تعلق داشت ولی در این بازه ۵ ساله در حدود ۱۵٪ آن به مردم واگذار شده‌است اما رشد جالب این شرکت مردم را ترغیب به خرید درصد بیشتری از این سهام می‌کند. لازم است بدانید با این تفاسیر(۱٫۵ میلیارد برگ سهم ۸۱۳۲ تومانی) ارزش بازاری این شرکت یعنی «شرکت ابنیه و ساختمان پدیده شاندیز» به رقم جالب ۱۲ هزار و ۲۰۰ میلیارد تومان رسیده‌است. برای اینکه مقیاس مناسبی در ذهنتان از این بزرگی ایجاد شود بد نیست بدانید بانک صادرات به عنوان سومین بانک بزرگ سیستم بانکداری کشور ارزش بازاری معادل ۴۶۰۰ میلیارد تومان در بورس تهران دارد یا در صنعت مشابه یعنی صنعت ساختمان شرکت‌های «سرمایه‌گذاری مسکن» و «بین‌المللی توسعه ساختمان» به عنوان دو هلدینگ بزرگ ساختمان ساز کشور ارزش بازارهایی به ترتیب ۵۱۷ میلیارد و ۴۰۶ میلیارد تومان دارند و در سالهای مالی ماقبلشان در تلفیق به ترتیب سودهای ۱۰۲ و ۹۳ میلیاردی محقق نموده‌اند، این در حالیست «شرکت ابنیه و ساختمان پدیده شاندیز» در سال مالی قبل سودی تنها معادل ۴۶ میلیارد تومان محقق نموده‌است. در واقع این شرکت نسبت قیمت به درآمدی معادل ۲۶۳ مرتبه دارد در حالیکه این نسبت برای شرکت‌های مذکور در بورس به ترتیب ۴٫۷ و ۳٫۹ می‌باشد!

### همکاری با شرکت بریتانیایی اتکینز
شرکت پدیده شاندیز در ساخت مجموعه شاندیز مشهد با شرکت ساختمانی اتکینز WS Atkins plc همکاری داشته‌است. این شرکت بریتانیایی در ساخت و سازهایی که دولت عربستان سعودی در اماکن مقدس مسلمانان در مکه انجام داده‌است مشارکت داشته‌است. برخی وبگاه‌های ایرانی این شرکت را به دلیل طراحی‌هایی که مسجدالحرام صورت داده مورد انتقاد شدید قرار داده‌اند و همکاری شرکت پدیده با این شرکت را مورد سؤال می‌دانند.

## نقش بانک‌های کشاورزی و، مهر و انصار در تخلفات
به نوشته وبگاه معماری نیوز بانک‌های کشاورزی، مهر و انصار در فروش غیرقانونی سهام این شرکت دست داشته‌اند.
این وبگاه نوشته‌است «در تاریخ ۲۳ر۸ر۸۸ «مجید توتونچی» رئیس سازمان مسکن و شهرسازی خراسان رضوی در نامه‌ای به شماره ۴۶۷۰۱ر۱۲ به معاون هماهنگی امور عمرانی و با رونوشت به «شهردار شاندیز» مجدد به نبود مجوزهای لازم در کارگروه مسکن و شهرسازی و کمیسیون ماده ۵ و غیرقانونی بودن اقدامات صورت گرفته و همچنین فروش سهام آن شرکت توسط بانک کشاورزی و موسسات مالی اعتباری انصار و مهر تأکید کرد.»
متن نامه نیز توسط معماری نیوز منتشر شده‌است.

## بازداشت محسن پهلوان
محسن پهلوان مدیرعامل سابق «پدیده» در تاریخ ۷ مرداد ۱۳۹۴ پس از احضار به دادسرای عمومی و انقلاب مشهد بازداشت و روانه زندان شد.
پس از آن که گزارش‌هایی از جرایم و تخلفات در شرکت «پدیده» به دادسرای مشهد رسید و بررسی‌های مقدماتی نیز نشان داد که بسیاری از شهروندان به‌طور ناآگاهانه در دام تبلیغات گسترده خرید و فروش غیرقانونی اوراق موسوم به سهام این شرکت گرفتار شده‌اند و هر روز قیمت سهام «پدیده» به صورت بادکنکی افزایش می‌یابد و هر لحظه بر تعداد قربانیان این‌گونه اقدامات و فعالیت‌های غیرقانونی افزوده می‌شود، بنابراین دادستانی مشهد به منظور پیشگیری از وقوع جرایم بعدی و جلوگیری از حیف و میل اموال مردم، به این موضوع ورود کرد و در اولین مرحله از اقدامات قضایی دستور ممنوعیت تبلیغات و خرید و فروش غیرقانونی سهام صادر شد.

## صدور مجدد مجوزات برای پروژه
بعد از جلسات متعدد، سرانجام در دی ماه سال ۹۵ معاون وزیر کشور از صدور پایان کار پروژه عظیم پدیده شاندیز از سوی شهردار شاندیز خبر داد. همچنین در اسفند ماه سال ۹۵ نیز مجوز تبلیغات شرکت پدیده شاندیز در صداوسیما و سایر رسانه‌ها از سوی رحمانی فضلی وزیر کشور، صادر شد. سرانجام در فروردین ماه سال ۹۶ نیز پس از ماه‌ها جلسات برای ارتفاع هتل پدیده شاندیز، با ارتفاع ۳۴ طبقه برای برج اقامتی و اِلمان پدیده شاندیز در شورای عالی شهرسازی موافقت و به تصویب رسید تا آخرین مجوز مورد نیاز برای پروژه پدیده شاندیز نیز صادر شود.

## نماد گشان در فرابورس
پس از تعطیلی پروژه‌ها و مشکلات سهامداران، با ورود ستادی متشکل از دستگاه قضایی، دولت، مجلس تحت عنوان ستاد تدبیر، پس از ۶ سال ساختار فراقانونی و حساسیتها در خصوص سرمایه پذیری و پروژه‌ها با طرح مسئله در شورای سران قوا اصلاح و مالکیت شرکت با حکم دادگاه از تیم قبلی به سهامداران خرد و دیگر طلبکاران عمده انتقال یافت.
با استانداردسازی ساختار مجموعه، سهام این شرکت با نماد گشان در فرابورس پذیرش و عرضه گردید تا پس از سالها سهامداران این مجموعه امکان معامله دارایی خود را داشته باشند. در ورود شرکت به بازار سرمایه و آغاز معاملات نماد گشان در فرابورس، نیما ملائی مدیر عامل وقت گروه به واسطه سابقه طولانی فعالیت در بازار سرمایه نقش بسزایی داشت.